# Браун (округ, Иллинойс)
Бра́ун (англ. Brown County) — округ в штате Иллинойс, США. По данным переписи 2010 года численность населения округа составила 6937 чел., по сравнению с переписью 2000 года оно уменьшилось на 0,2 %. Окружной центр округа Браун — город Маунт-Стерлинг.

## История
Округ Браун сформирован в 1839 году из округа Скайлер. Название получил в честь генерала Джейкоба Брауна, участника Англо-американской войны.

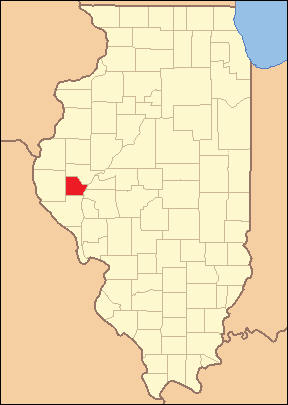
Территория округа после его формирования и по сей день

## География
Общая площадь округа — 795,6 км² (307,2 миль²), из которых 791,5 км² (305,61 миль²) или 99,48 % суши и 4,1 км² (1,6 миль²) или 0,52 % водной поверхности. В восточной части округа протекает река Иллинойс.

### Климат
Округ находится в переходной зоне между влажным климатом континентального типа и влажным субтропическим климатом. Температура варьируется в среднем от минимальных -9 °C в январе до максимальных 31 °C в июле. Рекордно низкая температура была зафиксирована в феврале 1905 года и составила -26 °C, а рекордно высокая температура была зарегистрирована в июле 1936 года и составила 45 °C. Среднемесячное количество осадков — от 39 мм в январе до 131 мм в мае.

### Соседние округа
Округ Браун граничит с округами:
- Скайлер — на севере
- Касс — на востоке
- Морган — на юго-востоке
- Пайк — на юге
- Адамс — на западе

### Основные автомагистрали
| Автомагистраль      | Длина    | Начальный пункт   | Конечный пункт     | Год образования |
| ------------------- | -------- | ----------------- | ------------------ | --------------- |
| Шоссе US-24         | 2478 км  | Минчерн, Колорадо | Кларкстон, Мичиган | 1926            |
| Трасса Illinois-99  | 51,63 км | Мередозия         | Бруклин            | 1936            |
| Трасса Illinois-107 | 37,24 км | Питтсфилд         | Маунт-Стерлинг     | 1924            |

## Населённые пункты
| Населённый пункт | Статус  | Год основания | Площадь | Население (2010) |
| ---------------- | ------- | ------------- | ------- | ---------------- |
| Версейлс         | деревня |               | 2,3 км² | 478 чел.         |
| Маунт-Стерлинг   | город   |               | 2,8 км² | 2025 чел.        |
| Маунд-Стейшен    | деревня | 1860          | 1,3 км² | 122 чел.         |
| Рипли            | деревня |               | 1 км²   | 86 чел.          |

## Демография
По данным переписи населения 2000 года, численность населения в округе составила 17 633 человека, насчитывалось 6950 домовладений и 2108 семей. Средняя плотность населения была 9 чел./км².
Распределение населения по расовому признаку:
- белые — 80,29 %
  - немецкого происхождения — 31,7 %
  - ирландского происхождения — 12,8 %
  - английского происхождения — 16,3 %
- афроамериканцы — 18,2 %
- коренные американцы — 0,09 %
- азиаты — 0,13 %
- латиноамериканцы — 0,68 % и др.

Для 96,4 % жителей родным (первым) языком был английский, для 3,3 % жителей — испанский язык.
Из 2108 семей 29,1 % имели детей в возрасте до 18 лет, проживающих вместе с родителями, 55,3 % семей — супружеские пары, живущие вместе, 6,8 % — матери-одиночки, а 34,5 % не имели семьи. 30,8 % всех домовладений состояли из отдельных лиц и в 13,9 % из них проживали одинокие люди в возрасте 65 лет и старше. Средний размер домохозяйства — 2,36 человека, а средний размер семьи — 2,96.
Распределение населения по возрасту:
- до 18 лет — 17,8 %
- от 18 до 24 лет — 12,6 %
- от 25 до 44 лет — 37,5 %
- от 45 до 64 лет — 19,4 %
- от 65 лет — 12,7 %

Средний возраст составил 35 лет. На каждые 100 женщин приходилось 174,7 мужчин. На каждые 100 женщин возрастом 18 лет и старше приходилось 194,5 мужчин.
Средний доход на домовладение — $ 35 445, а средний доход на семью — $ 43 207. Мужчины имеют средний доход от $ 24 888 против $ 20 558 у женщин. Доход на душу населения в округе — $ 14 629. Около 4,8 % семей и 8,5 % населения находились ниже черты бедности, в том числе 10 % из них моложе 18 лет и 10 % в возрасте 65 лет и старше.
Существенное преобладание мужского населения объясняется наличием в округе исправительной тюрьмы Western Illinois Correctional Center, в которой насчитывается около 2000 заключённых.